# Mirando a través de la ventana
Mirando a través de la ventana es un episodio perteneciente a la serie ALF. Donde Trevor Ochmonek es acusado por ALF de haber matado a su esposa.

## Sinopsis
Alf miraba a los Ochmonek pelear y pelear durante todo el día. Willie le dice que deje de espiarlos pero Alf hace caso omiso y sigue observando.
Ese día, Trevor Ochmonek, fue a casa de los Tanner y dice que está muy enojado con su esposa, Raquel y dice que deberían saberlo porque él siente que los espiaban desde la casa. Luego llega Raquel y se lleva a Trevor mientras siguen discutiendo. Esa noche, ALF, leía un libro mientras escuchaba las discusiones de los vecinos. En ese momento, ALF ya no escucho nada y se preocupó, miro por la ventana y gritó: "¡Haaa, Willie, Willie!". Willie entró en la cocina y ALF contó que fue a ver las discusiones, vio a Trevor agarrar un pica hielo y matar a Raquel. Willie le dice que Trevor no mataría a nadie y se va. ALF se duerme y sueña con que corre las cortinas y ve a Trevor con el pica hielo, despierta y se vuelve a dormir, y cuando mira en el sueño ve a Trevor junto a él en la habitación. Cuando despierta los Tanner le vuelven a decir que Trevor no mató a nadie pero ALF no les cree. Luego mira por la ventana y ve a Trevor enterrando algo y piensa que es Raquel. 
Al otro día, Kate soprende a ALF llamando a Trevor mientras pregunta: "¿Mató usted a su esposa?" Kate cuelga y dice que Trevor no es un asesino pero ALF dice que buscara pruebas. Esa noche, ALF, entra a casa de los Ochmonek y Willie lo ve por la ventana. Le dice a ALF que se vaya pero justo por el otro extremo de la casa, entra Trevor. Willie llama pero contesta ALF. luego llama y ahí contesta Trevor. Willie entra en la casa y hecha a ALF. ALF les muestra a Lynn y a Kate las pruebas de la muerte de Raquel y al fin le creen. De pronto hay un apagón y Lynn se queda con Brian mientras ALF llama a la policía y Kate va a rescatar a Willie. De pronto vuelve la luz y ven a Trevor con el pica hielo. Trevor dice que en el baño hay mucha sangre pero luego menciona que es de animal y que Raquel se fue hasta que Trevor limpiara la casa. Luego cuenta que lo que estaba enterrando era la carne. Luego llega Raquel y hay otro apagón pero esta vez es ALF fingiendo ser policía. Vuelve por un segundo la luz y ven a ALF pero vuelve a cortarse, y cuando regresa aparece Raquel.
- Datos: Q6018090